# Pasar Tais
Pasar Tais ist der Regierungssitz des Regierungsbezirks Seluma in der indonesischen Provinz Bengkulu an der Westküste der Insel Sumatra.
Pasar Tais ist ein Kelurahan im Distrikt Seluma im gleichnamigen Regierungsbezirk. 2020 lebten etwa 2500 Einwohner dort.
Durch das Erdbeben vom 4. Juni 2000 mit der Stärke 7,9 und Epizentrum nahe der Ortschaft Tais starben in der Provinz Bengkulu 117 Menschen, über 1300 wurden verletzt.